# Gabriel Jonas Lippmann

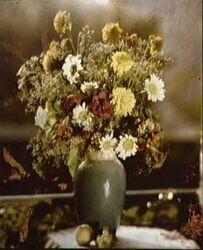
Een foto gemaakt door Lippmann

Gabriel Jonas Lippmann (Bonnevoie (destijds gemeente Hollerich, tegenwoordig gemeente Luxemburg), 16 augustus 1845 – op de Atlantische Oceaan, 13 juli 1921) was een Frans natuurkundige en winnaar van de Nobelprijs voor Natuurkunde in 1908. Hij kreeg de prijs voor het produceren van de eerste kleurgevoelige fotografische plaat (Lippmannproces).

## Biografie en carrière
Lippmann werd geboren in Bonnevoie, Luxemburg. Zijn ouders waren Franse Joden.
In 1858 ging Gabriel naar het lyceum en 10 jaar later naar de École Normale Supérieure in Parijs. Zijn schoolloopbaan was niet bijzonder succesvol; hij was wel slim, maar wilde zich alleen inspannen voor onderwerpen die hem interesseerden. Hij slaagde er dan ook niet in zijn onderwijzersdiploma te behalen. In 1873 bezocht hij Duitsland in opdracht van de Franse overheid om onderwijsmethoden in de exacte wetenschappen te onderzoeken. Hij werkte daar met Kirchhoff in Heidelberg en met Helmholtz in Berlijn. In 1878 kreeg hij een wetenschappelijke positie in Parijs en in 1883 werd hij aan de Sorbonne aangesteld als professor in de mathematische fysica. In 1886 volgde hij Jamin op als professor in de experimentele fysica en kreeg hij de leiding over de laboratoria voor natuurkundig onderzoek. Deze positie behield hij tot aan zijn dood. Hij trouwde in 1888 en bleef actief als wetenschapper tot zijn dood op 75-jarige leeftijd, op zee, op weg terug van een reis naar Noord-Amerika.

## Onderzoek
Lippmann was een veelzijdig wetenschapper, maar hij is vooral bekend wegens zijn bijdragen aan de optica en de elektriciteitsleer. Hij bestudeerde onder andere de relatie tussen elektrische en capillaire verschijnselen en construeerde op basis van dit onderzoek een galvanometer en een zeer gevoelige elektrometer, die werd gebruikt bij het maken van de eerste elektrocardiogrammen.
De theorie van zijn proces voor kleurenfotografie had Lippmann al in 1886 uitgewerkt. Het proces maakte essentieel gebruik van interferentie tussen invallend licht en licht dat door een spiegel achter de fotografische plaat werd teruggekaatst. Na het nodige experimenteren en perfectioneren kon Lippmann in 1893 zeer kleurgetrouwe foto's presenteren, genomen door de gebroeders Lumière. In 1894 publiceerde hij het hele proces. Hoewel Lippmanns proces zeer natuurgetrouwe foto's opleverde is het nooit populair geworden, vooral omdat de benodigde belichtingstijden erg lang waren en omdat de foto's niet gereproduceerd konden worden (althans niet zonder een nieuwe foto te maken). Desondanks was het Lippmannproces een belangrijke stap voorwaarts in de kleurenfotografie. Lippmann was overigens niet de eerste die een kleurenfoto presenteerde; dat was namelijk Maxwell. Maxwell gebruikte echter drie fotografische platen om het kleureffect te bereiken (een soort driekleurendruk) terwijl Lippmann een full-color plaat ontwikkelde. Lippmann ontwikkelde ook nog de coelostaat, een apparaat waarmee (met behulp van spiegels) tijdopnamen van de sterrenhemel gemaakt kunnen worden op zodanige wijze dat het lijkt of de sterren niet bewegen ten opzichte van de camera.

## Trivia
Lippmann was de promotor van Marie Curie. Hij was zeer van haar onder de indruk en stelde haar voor aan Pierre Curie.